# ست آدکینز
ست آدکینز (انگلیسی: Seth Adkins؛ زادهٔ ۳۰ اکتبر ۱۹۸۹) یک هنرپیشه اهل ایالات متحده آمریکا است. وی از سال ۱۹۹۶ میلادی تاکنون مشغول فعالیت بوده‌است.

## فیلم‌شناسی
از فیلم‌ها یا برنامه‌های تلویزیونی که وی در آن نقش داشته است می‌توان به ژپتو ، بگذار وارد شوم، اینجا باید همانجا باشد اشاره کرد.